# Sławomir Forysiak
Sławomir Forysiak (ur. 13 czerwca 1931 w Ozorkowie w województwie łódzkim, zm. 29 listopada 1991 w Łodzi) – turysta, kajakarz, działacz krajoznawczy, działacz Polskiego Towarzystwa Turystyczno-Krajoznawczego (PTTK).

## Nauka i praca
Po ukończeniu nauki na wydziale elektrycznym Państwowej Szkoły Techniczno – Przemysłowej w Łodzi podjął pracę w Zakładzie Energetycznym Łódź – Województwo w Zgierzu, z którego tuż przed śmiercią przeszedł na emeryturę.

## Działalność społeczna pozazawodowa
Był wieloletnim działaczem PTTK, do którego wstąpił w 1963. Działalność turystyczną rozpoczął w swoim zakładzie pracy, pełniąc w latach 1964–1967 funkcję prezesa Koła PTTK. Równolegle był członkiem Komisji Kół Zakładowych i Komisji Turystyki Pieszej Zarządu Okręgu PTTK w Łodzi, a potem Zarządu Wojewódzkiego PTTK w Łodzi.
Zdobył małe złote odznaki OTP i GOT. Był przodownikiem Turystyki Pieszej. Najwyższe odznaki, jakie zdobył, były kajakowe: Duża Złota Odznaka TOK, Diamentowa Odznaka Turysty Polskiego Związku Kajakowego oraz Srebrna Odznaka Międzynarodowej Federacji Kajakowej (I.C.F.). Był Przodownikiem Turystyki Kajakowej I stopnia i Instruktorem Polskiego Związku Kajakowego I stopnia.

## Odznaczenia
- Brązowy Krzyż Zasługi,
- Złoty Krzyż Zasługi,
- Honorowa Odznaka Miasta Łodzi,
- Srebrna Odznaka „Zasłużony dla Energetyki”,
- Srebrna i Złota Honorowa Odznaka PTTK,
- Odznaka „Zasłużony Działacz Turystyki”.

## Informacja biograficzna
- Słownik biograficzny łódzkich działaczy krajoznawstwa i turystyki część II, praca zbiorowa, Polskie Towarzystwo Turystyczno-Krajoznawcze Zarząd Oddziału im. Jana Czeraszkiewicza w Łodzi, Komisja Historii i Tradycji, Łódź 1996